# أفاتار: آخر مسخر هواء (لعبة فيديو)
أفاتار: آخر مسخر هواء (بالإنجليزية: Avatar: The Last Airbender)‏ (في أمريكا الشمالية) (أو معروفة باسم آفاتار: أسطورة أنج (بالإنجليزية: Avatar: The Legend of Aang)‏ في أوروبا) هي لعبة فيديو مقتبسة من مسلسل الرسوم المتحركة يحمل نفس الاسم لمنصات جيم بوي أدفانس ومايكروسوفت ويندوز ونينتندو غيم كيوب ونينتندو دي أس وبلاي ستيشن 2 وبلاي ستيشن بورتبل ووي وإكس بوكس. أُصدرت بعدها لعبة الأرض المشتعلة بعد سنة تقريبًا.

## روابط خارجية
- أفاتار: آخر مسخر هواء (لعبة فيديو) على موقع IMDb (الإنجليزية)